# Майсько
Ма́йсько (болг. Майско) — село у Великотирновській області Болгарії. Входить до складу общини Єлена.

## Населення
За даними перепису населення 2011 року у селі проживали 783 особи.
Національний склад населення села:
| Національність   | Кількість осіб | Відсоток |
| ---------------- | -------------- | -------- |
| цигани           | 494            | 77,6%    |
| турки            | 72             | 11,3%    |
| болгари          | 49             | 7,7%     |
| Всього відповіли | 637            |          |

Розподіл населення за віком у 2011 році:
Динаміка населення: